# 日川
日川（ひかわ / にっかわ）は、山梨県の甲州市などを流れる一級河川。笛吹川の支流。流路延長27.0km、流域面積108.3km2。

## 歴史

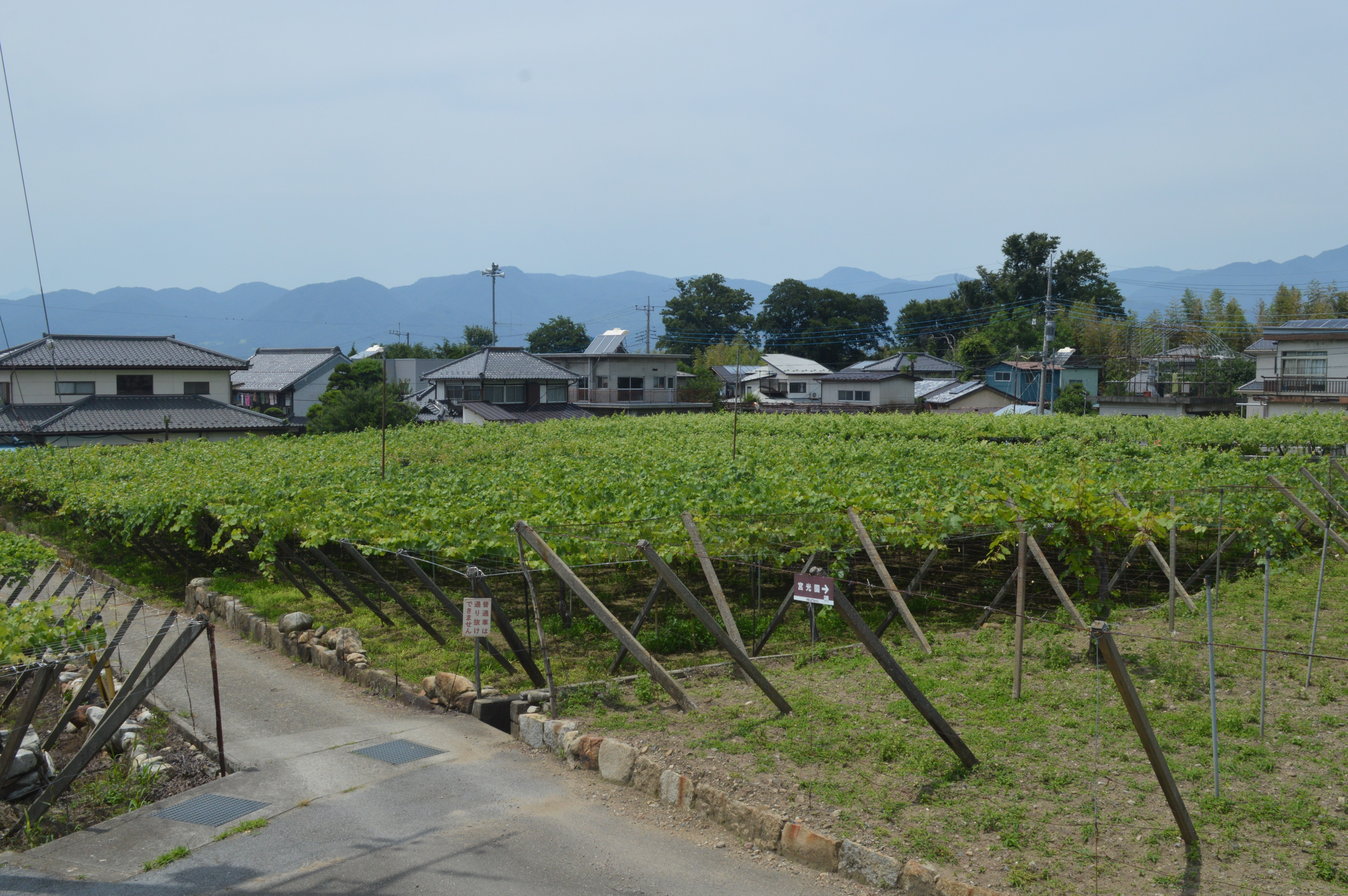
日川下流域のブドウ畑

### 近代
日川の下流部では何度も土砂氾濫が繰り返され、その結果として勝沼扇状地が形成された。1907年（明治40年）、1910年（明治43年）には山梨県全域で大きな水害が起こり、日川でも大きな土砂災害が起こった。この土砂災害は田畑に甚大な被害を与え、2000人以上の農民が北海道に移住する結果となった。
1911年（明治44年）には国の第1次治水計画によって、日川流域が直轄砂防工事区域に指定され、10月には内務省東京土木出張所の直轄による砂防工事が開始された。1915年（大正4年）までの第1期工事では日川下流部に水制工74基が施工され、1933年（昭和8年）までの第2期工事では日川上流部などに砂防堰堤などが施工された。勝沼堰堤は最下流部にある堰堤であり、日本でも初期の段階のコンクリート製堰堤とされる。
勝沼地域は日照時間が長くて降水量が少なく、土壌は水はけがよいという特性を有している。これに加えて日川では早くから国による砂防工事が行われたことで、ブドウ栽培やワイン醸造（勝沼ワイン）が基幹産業として発展した。

### 現代
1997年（平成9年）5月7日、「勝沼堰堤」が登録有形文化財に登録された。2008年（平成20年）、甲州市内の「日川の堰堤と水制群」が土木学会選奨土木遺産に選定された。

## 地理

### 流路
甲州市の砥山や小金沢山等近くを源として発し、様々な沢が合流して上日川ダムより下流で日川となり、しばらくは山梨県道218号大菩薩初鹿野線と並走しながら南へ流れる。この途中で奥日川渓谷や竜門峡、竜門の滝などを通過していく他、周辺に様々な温泉が存在する。やがて国道20号（甲州街道）や中央本線の甲斐大和駅付近まで至ると、北西に流れる。国道や中央本線と少し並走したのちに、勝沼町内を概ね西向きに流れ、その先からは山梨市と笛吹市の境を流れる。重川と共に笛吹川に合流する｡

### 流域自治体
- 山梨県
  - 甲州市大和町、勝沼町
  - 笛吹市一宮町

## 支流
- 雨ノ沢
- 大木賊沢
- 焼山沢
- 大蔵沢
- 曲り沢
- 雨沢
- 門井沢
- 白蛇沢
- 小路沢
- 徳波沢
- 笹子沢川
- 湯の沢
- 深沢川
- 御手洗川

## 橋梁
上流側から
- 一の平橋（山梨県道218号大菩薩初鹿野線）
- 嵯峨塩橋（県道218号）
- 六本杉橋（県道218号）
- 竜門橋
- 田野橋（県道218号）
- 丸林橋（国道20号）
- JR東日本中央本線日川橋梁（甲斐大和駅東側付近）
- 立会橋（国道20号）
- 太郎橋
- 勝沼大橋（国道20号）
- 新祝橋（山梨県道34号白井甲州線）
- ぶどう橋
- 野呂橋
- 矢作橋
- 新日川橋
- 日川橋（国道411号）

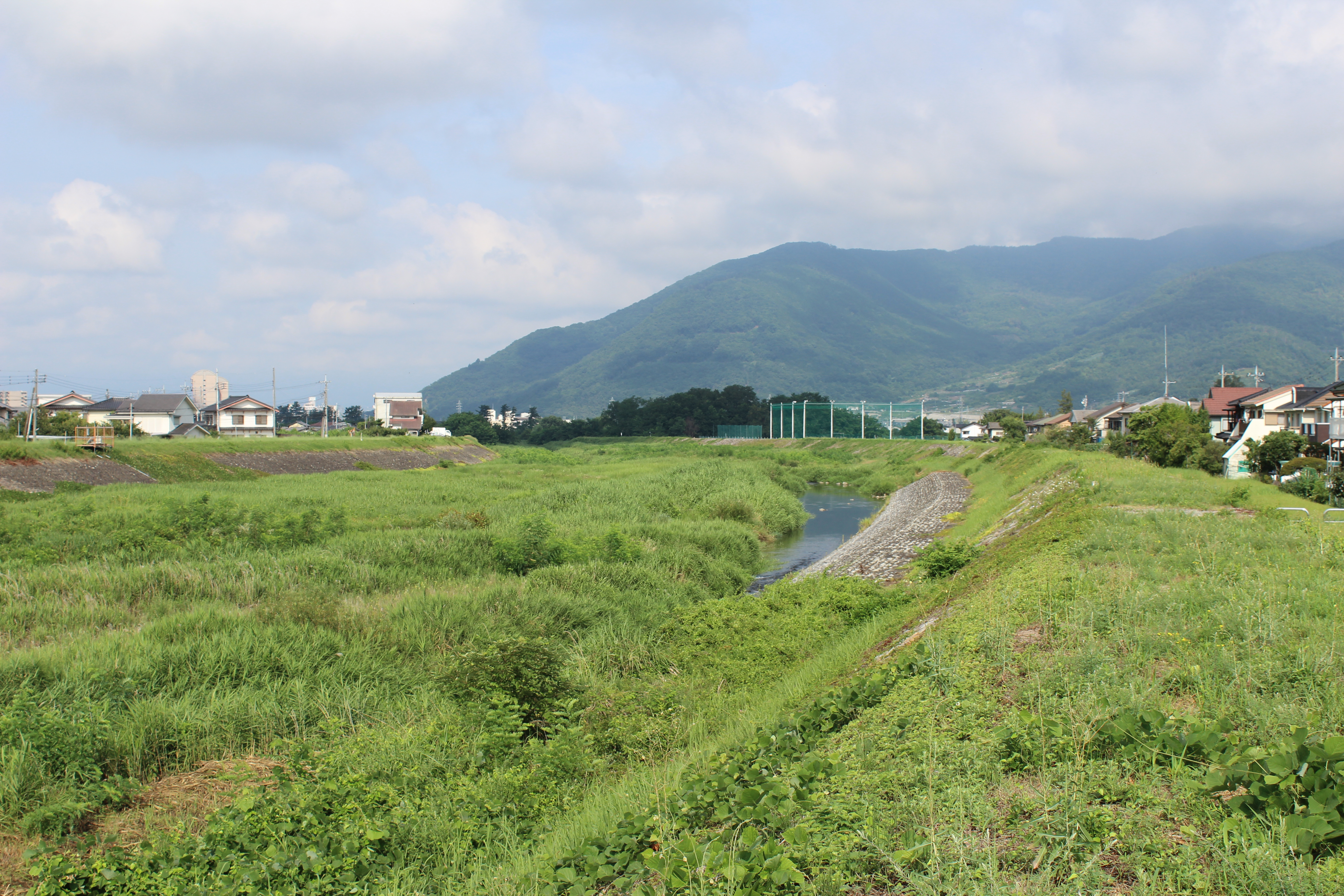
国道411号日川橋北詰下流付近より下流方向を見る
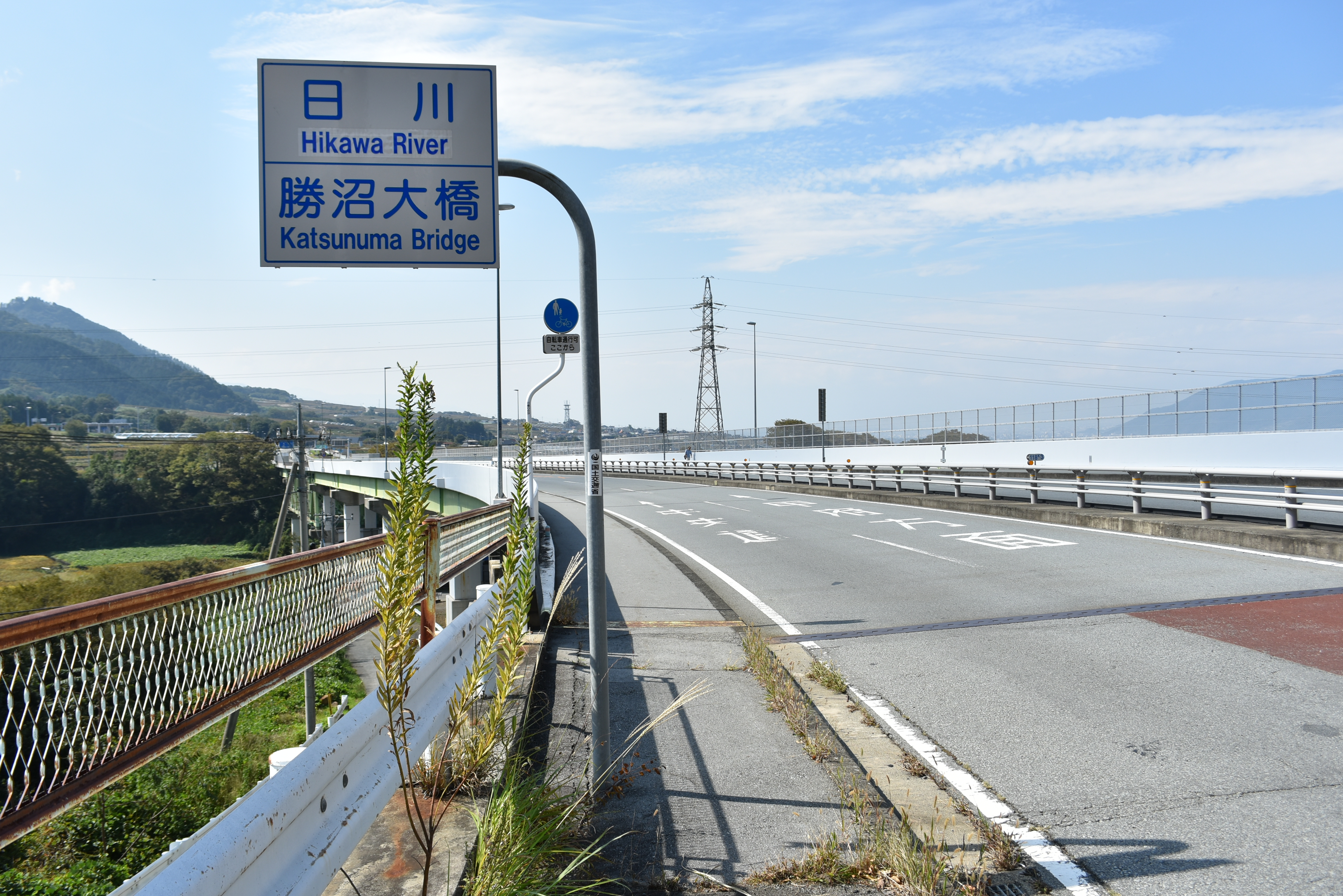
柏尾交差点から勝沼大橋を見る
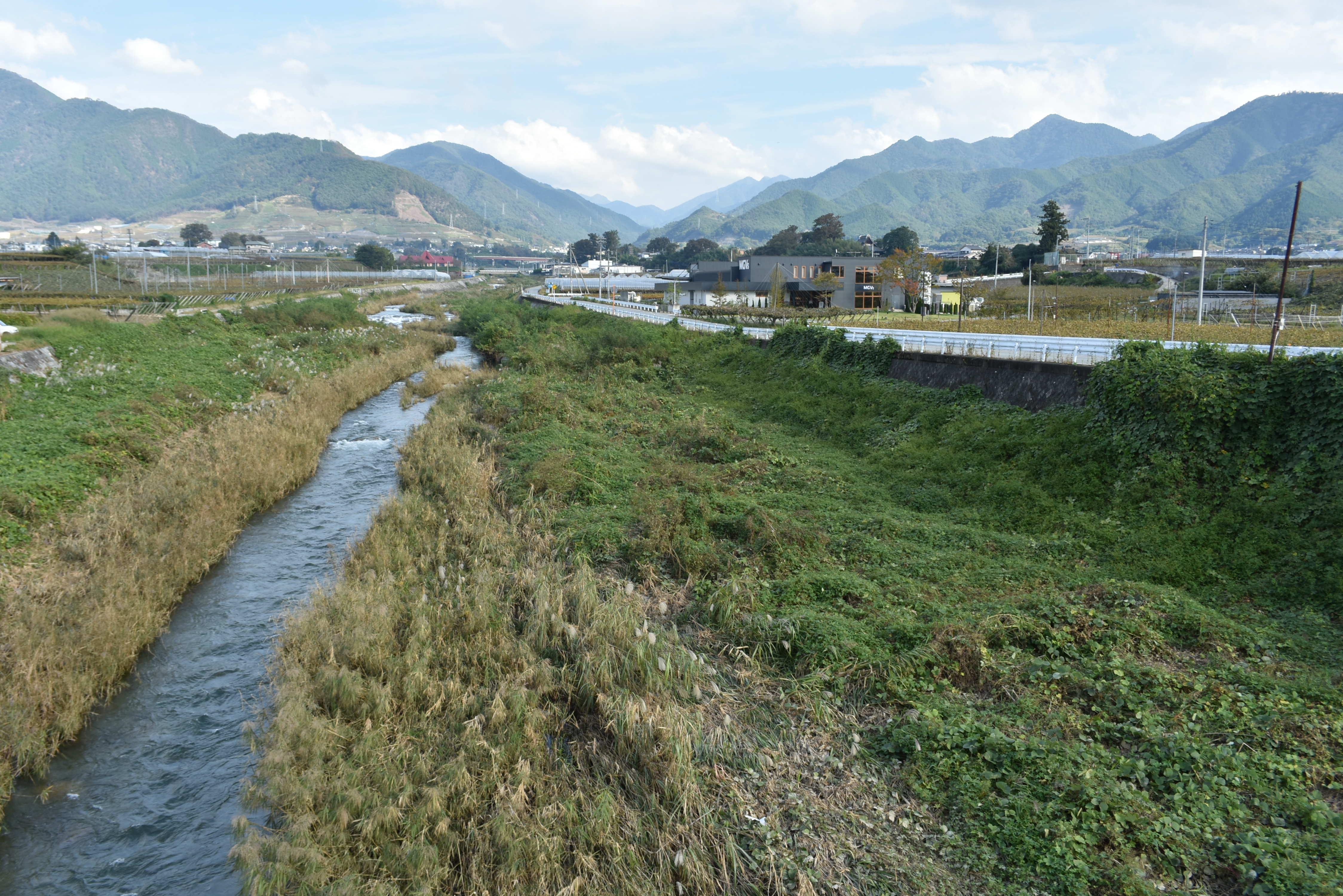
野呂橋からぶどう橋方面を見る
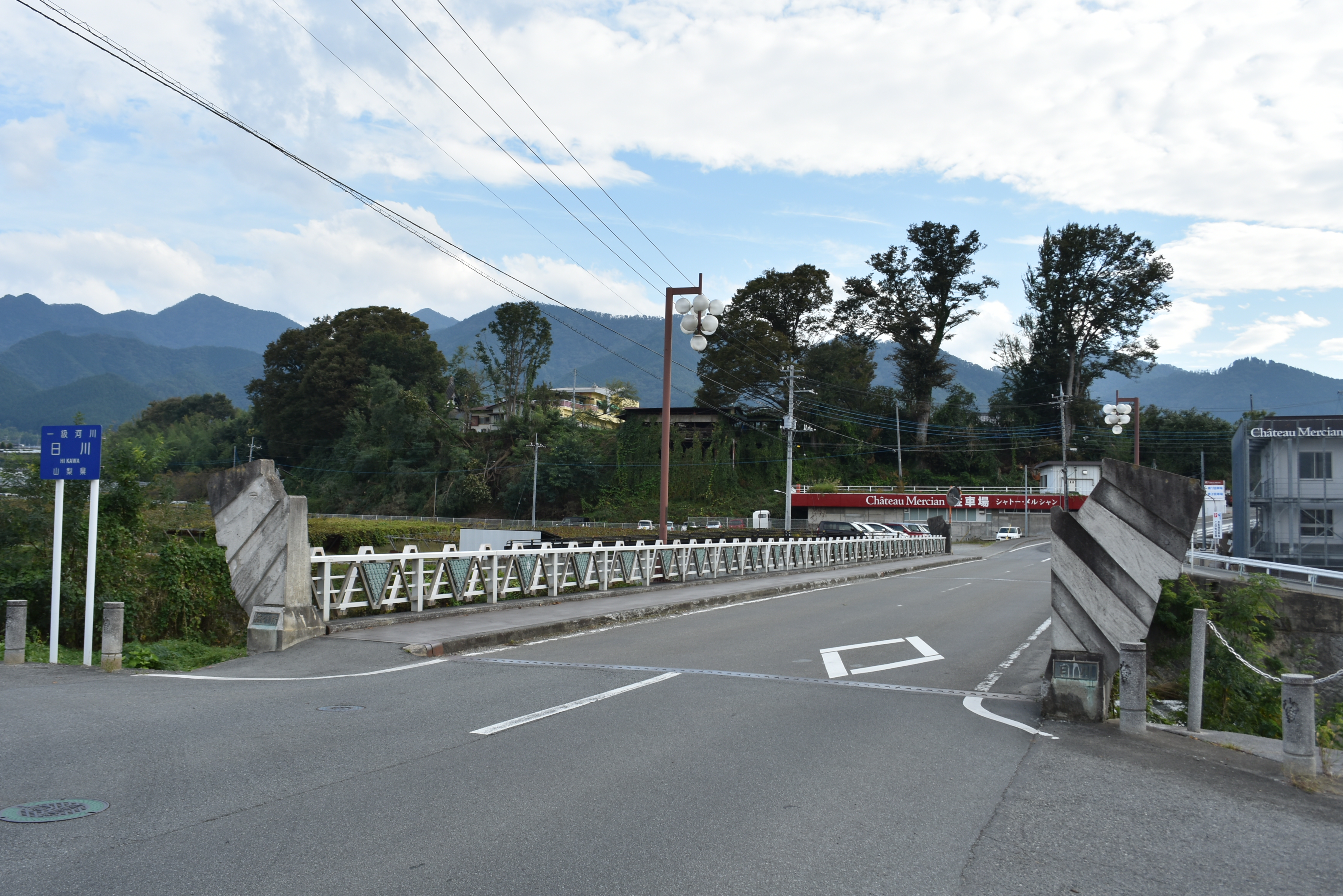
ぶどう橋

## 観測局
- 峡東建設事務所管内
  - また本河川沿いに河川雨量局が1局、水位局が2局それぞれ設置されている[7]。